# Giles: Oltre il confine
Giles: Oltre il confine (Giles: Beyond the pale) è un fumetto dedicato alle avventure di Rupert Giles, uno dei protagonisti della serie televisiva Buffy l'ammazzavampiri.
Si tratta di un fumetto One-shot, estraneo alla serie regolare dedicata alla cacciatrice e mai inserito in nessuno dei volumi raccoglitori (paperback) che la casa editrice Dark Horse Comics pubblicava man mano che la serie avanzava. Questo fumetto non è mai stato pubblicato in Italia. La storia è ambientata durante la quarta stagione televisiva.

## Autori
- Testi: Christopher Golden e Tom Sniegoski
- Disegni: Eric Powell
- Colore: Guy Major

## Trama
Londra, 1980. Il giovane Rupert Giles è l'assistente del professor Archie Lassiter. Insieme studiano e catalogano tutti i reperti sconosciuti e dal mistico potere presenti nell'archivio del Consiglio degli Osservatori. In quell'occasione il giovane assistente ha modo di leggere le istruzioni per l'uso della chiave di Amorathna, un medaglione capace di impedire l'accesso in questa dimensione agli dei anziani.
20 anni dopo, il nuovo assistente di Lassiter, Thorton, non è altrettanto scaltro e disegna uno schizzo del medaglione prima di informare il professore. Così facendo permette l'accesso di una creatura infettiva che si propaga di corpo in corpo. Lassiter si toglie la vita inutilmente nel tentativo di fermare l'infezione. Giles viene informato dell'accaduto da Michaela Tomasi, membro del Consiglio e sua vecchia amica. L'ex Osservatore licenziato decide di recarsi in Inghilterra e di indagare sulla morte del suo vecchio mentore nonostante la feroce opposizione di Quentin Travers.
Nel fumetto sono accennati eventi accaduti in altre opere come la serie di fumetti Il sangue di Cartagine e la serie di romanzi The Gatekeeper trilogy, tutte scritte da Christopher Golden. Michaela Tomasi compare anche nel romanzo Il libro dei Quattro di Nancy Holder, ambientato nella terza stagione televisiva.

## Edizioni
- prima pubblicazione USA : Giles: Beyond the pale (ottobre 2000)
- seconda pubblicazione USA : Buffy Omnibus vol.6 (18 febbraio 2009)